# Le Monstre des mers
Pour plus de détails, voir Fiche technique et Distribution.
Le Monstre des mers (The Sea Beast) est un film d'animation réalisé par Chris Williams, sorti en 2022 sur Netflix,.
Le film raconte l'histoire d'un chasseur de monstres marins et d'une jeune orpheline qui rejoint son équipage de chasseurs, dans leur recherche de l'insaisissable Red Bluster.
Le film a reçu des critiques positives de la part des critiques, et est devenu le film d'animation le plus regardé de Netflix, avec 165 millions d'heures de visionnage. Il a été nommé pour le meilleur long métrage d'animation lors de la 95e cérémonie des Oscars.
Une suite est en développement.

## Synopsis
Depuis des centaines d'années, des monstres marins font leur apparition sur les côtes et causent d'énormes ravages lors des Temps Sombres. En réponse, des marins connus sous le nom de "chasseurs" ont embarqué sur leurs navires pour chasser ces bêtes à travers l'océan. Les chasseurs sont soutenus financièrement par la Couronne des Trois Ponts, une dynastie qui s'est enrichie grâce au succès des chasseurs au fil des siècles.
Le plus célèbre et le plus impitoyable des équipages de chasseurs est celui de l'Inévitable ; dirigé par le légendaire Capitaine Crow, sa seconde Sarah Sharpe et son meilleur matelot Jacob Holland, que Crow a recueilli et adopté après un naufrage en mer. L'Inévitable est en mer à la poursuite de la « Tourmente Rouge », un énorme monstre marin qui a privé Crow d'un œil il y a 30 ans. La capture de la Tourmente serait à la fois une vengeance personnelle de Crow et un énorme succès pour les chasseurs, débarrassant les océans de la bête la plus crainte par la population. Mais l'Inévitable doit rebrousser chemin pour venir en aide à un autre navire chasseur, afin d'honorer le code des chasseurs (obligeant tout navire à venir en aide à ceux qui les précèdent comme ceux qui les suivent). L'équipage parvient non sans difficulté à vaincre le monstre, mais le Capitaine Crow a failli être tué. Il confie à Jacob, qu'il considère comme son fils, qu'il prendra sa retraite une fois la Tourmente Rouge vaincue et que Jacob deviendra le capitaine de l'Inévitable après lui.
L'équipage retourne aux Trois Ponts pour percevoir le paiement de leurs dernières prises et se préparer à repartir en mers, mais le roi et la reine leur annoncent que la Couronne ne payera désormais plus les chasseurs, les estimant dépassés. Ils ont confié au prétentieux amiral Hornagold et à son navire, le flambant neuf et lourdement armé Imperator, le soin de chasser les monstres marins. Crow et Sarah fulminent, mais Jacob s'interpose avant qu'une rixe éclatent entre eux. Il rappelle leurs loyaux services au couple royal, et demande à avoir une dernière chance de capturer la Tourmente Rouge. Le roi et la reine acceptent de voir l'Inévitable et l'Imperator concourir pour la capture de la Tourmente : le gagnant sera autorisé à chasser les monstres en leur nom.
L'Inévitable repart en mer, mais découvre qu'une orpheline, nommée Maisie Brumble, s'est cachée sur le navire pour rejoindre l'équipage. Fille de deux chasseurs morts en mer à bord du Monarque, Maisie a grandi avec les livres et les histoires des chasseurs et vénère Crow et son équipage. Ce dernier, devant la flamme qui anime la petite fille, accepte de la garder à bord, contre l'avis de Jacob (qui s'était déjà débarrassé de Maisie alors qu'ils étaient à terre) et Sarah.
L'équipage trouve bientôt la Tourmente Rouge et engage le combat. Ils harponnent la créature, mais celle-ci entraine le navire dans un tourbillon qui menace de les faire chavirer. Contre les ordres de Crow, Jacob autorise Maisie à couper les cordes reliant le navire à la Tourmente, ce qui sauve le bateau mais permet au monstre de s'échapper et fait tomber Jacob et Maisie à l'eau. Furieux, Crow demande que Jacob lui livre Maisie et les tient en joue, avant que la Tourmente n'émerge d'un seul coup et n'avale Jacob et Maisie.
La Tourmente les emmène, bien vivants, jusqu'à une île lointaine et habitée par de nombreux monstres marins. Jacob et Maisie découvre que la Tourmente ne les mange pas, et peut marcher sur la terre ferme. Maisie commence à se prendre d'affection pour la créature, qu'elle appelle "Rouge" et dont elle découvre que c'est une femelle, devient l'amie d'une petite créature bleue, et commence à questionner leur supposée cruauté. Jacob ne croit pas que ces monstres soient incompris et gentils, et prépare leur départ de l'île : il leur faut rejoindre Rum Pepper Island, pour retrouver un navire et rentrer à Trois Ponts. Attaqués par un crabe géant au moment de quitter l'île, Jacob et Maisie sont sauvés par l'intervention de Rouge. Maisie a l'idée d'utiliser Rouge pour rentrer à Rum Pepper Island, et parvient à le convaincre.
Battu par la mort apparente de Jacob et aveuglé par son envie de vengeance, Crow prend la décision de faire appel à Gwen Batterbie, une sorcière à la sinistre réputation, afin de mettre un terme à la chasse à la Tourmente. Ils accostent sur Mukesh Island où Crow, contre l'avis de son équipage, passe un pacte avec Batterbie : en l'échange de la Main de Dieu, un énorme harpon empoisonné capable de transpercer la Tourmente, Crow accepte de donner "tout" à la sorcière.
De leur côté, Maisie et Jacob, accompagné par "Bleu", se lient à Rouge alors qu'ils voyagent sur son dos, et commencent à se rapprocher l'un l'autre. Jacob commence également à se poser des questions et à croire Maisie, notamment lorsqu'il découvre que le livre relatant les aventures de l'Inévitable, que Maisie a toujours sur elle, contient des informations erronées (comme une ville qui n'existe pas, et des tics de langage inutilisés).
Arrivant sur Rum Pepper Island, Jacob et Maisie découvrent que l'Imperator et Hornagold y sont stationnés. Ils tentent de convaincre Rouge de ne pas attaquer et de partir, mais l'équipage commence à faire feu et Rouge se lance à l'attaque, blessant Maisie en l'entrainant dans une chute. Rouge brise l'Imperator en deux et s'apprête à dévorer Hornagold, avant que Jacob ne l'en dissuade.
L'Inévitable est au large de Rum Pepper Island et Jacob comme Rouge l'aperçoive. Cette dernière attaque le navire, mais Crow fait feu avec la main de Dieu et la blesse grièvement. Il décide de retirer la pointe empoisonnée et de la garder en vie jusqu'à Trois Ponts pour la présenter à la reine. Jacob est secouru avec Maisie : cette dernière est emprisonnée, tandis que Crow avoue sa déception devant le récit que lui fait Jacob, constatant qu'il se montre désormais indécis à tuer des monstres.
Alors que l'Inévitable entre dans Trois Ponts sous les acclamations de la foule, Maisie comprend devant les armoiries de la royauté et avec les livres qu'elle trouve que les histoires de monstres et les chasseurs morts en héros ne sont qu'une propagande créée par la Couronne pour asseoir leur pouvoir et s'enrichir. Crow s’apprête à achever Rouge devant la foule assemblée et le roi et la reine, avant que Jacob ne l'en empêche. Ils commencent à se battre, tandis que Maisie (libérée par Bleu) libère Rouge de ses cordes, aidée par Sarah qui croit également à la version de Maisie. Rouge est encore sonnée par le poison et cause des dégâts, mais reprend conscience et s'apprête à dévorer Crow, avant que Maisie n'intervienne. Sous les yeux médusés du public et du palais, elle monte avec Jacob sur le dos de Rouge et révèle toute la vérité : l'histoire des Temps Sombres et des monstres "sanguinaires" attaquants les humains est une fiction, répandue de roi en roi afin de pousser à la chasse aux monstres, agrandissant le royaume et l'enrichissant en dépit des vies humaines et animales perdues. Devant ce discours et voyant Rouge pacifique, la foule se rallie à Maisie et abandonne ses croyances ; et le roi et la reine, tentant en vain de faire feu sur la créature, sont démasqués et fuient dans leur palais.
Alors que Rouge est retournée en mer et que les autres créatures marines sont laissées en paix, Jacob adopte Maisie et Bleu ; et ils commencent une nouvelle vie ensemble en tant que famille.

## Fiche technique
- Titre original : The Sea Beast
- Titre français : Le Monstre des mers
- Réalisation : Chris Williams
- Scénario : Chris Williams et Nell Benjamin, d'après une histoire de Chris Williams
- Musique : Mark Mancina
- Montage : Joyce Arrastia
- Direction artistique : Jung Woonyoung
- Production : Chris Williams et Jed Schlanger
  - Production exécutif : Steven Schweickart
  - Production déléguée : Melissa Cobb
- Société de production : Netflix Animation
- Société de distribution : Netflix
- Budget : n/a
- Pays de production : Canada, États-Unis
- Langue originale : anglais
- Format : couleur
- Genres : animation, aventure et fantastique
- Durée : 115 minutes
- Dates de sortie :
  - États-Unis : 24 juin 2022 (sortie limitée en salles)
  - Monde : 8 juillet 2022 (sur Netflix)

- Classification :
  - États-Unis : PG

## Distribution

### Voix originales
- Karl Urban : Jacob Holland
- Zaris-Angel Hator : Maisie Brumble
- Jared Harris : le Capitaine Augustus Crow III
- Marianne Jean-Baptiste : Sarah Sharpe, seconde de l'Inévitable
- Kathy Burke : Gwen Batterbie, la sorcière
- Jim Carter : le Roi
- Doon Mackichan: la Reine
- Dan Stevens : l'admiral Eric Hornagold
- Xana Tang : Léa, la vigie de l'Inévitable
- Helen Sadler : Beth Merino (matelot de l'Inévitable) / la tenancière du bar / la conductrice de la charrette
- Ian Mercer : le Vieux Nick
- Shannon Chan-Kent : Fen
- Max Mittelman : le jeune matelo de l'Inévitable
- Paul Chowdhry : le docteur
- Brian T. Delaney : Jim Nicklebones, le capitaine secouru par l'Inévitable
  - Voix additionnelles : Benjamin Plessala, Somali Rose, Kaya McLean, Davis Pak, Alex Wyndham, Rajia Baroudi, Emily O'Brien, David Lee, Jason Anthony, Mark Rhino Smith.

## Production
Le 5 novembre 2018, Netflix annonce que Chris Williams écrira et réalisera le film d'animation Jacob et le Monstre des Mers. Le 7 novembre 2020, le film est renommé Le Monstre des Mers.
L'animation a été effectuée par la société Sony Pictures Imageworks à Vancouver.
Mark Mancina a composé la partition du film,. Mancina a également produit la chanson originale "Captain Crow", un chant de marin caractérisant ce personnage, écrit par Nell Benjamin et Laurence O'Keefe.

## Sortie
En mars 2022, Netflix a annoncé une date de sortie du film pour le 8 juillet 2022. Le film est sorti dans certaines salles le 24 juin 2022 aux États-Unis, avant d'être disponible sur Netflix,.

## Accueil
Sur le site d'agrégation de critique Rotten Tomatoes, le film obtient un score de 94 % pour un total de 106 critiques et une note moyenne de 7,6/10. Le site conclut : "Une histoire animée originale, aussi audacieuse que ses personnages. Le Monstre des Mers emmène son public pour un voyage qui vaut le coup d'être pris".
Sur Metacritic, le film obtient un score de 74 sur 100, sur la base de 20 critiques, indiquant des avis généralement favorables
En France, sur le site Allociné, le film a la note moyenne des 9 critiques de presse française recensées est de 3,4 sur 5, et la note moyenne des critiques du public est de 3,8 sur 5.

### Distinctions
Le film a été nommé pour le meilleur long métrage d'animation à la 95e cérémonie des Oscars et pour quatre prix, dont celui pour des effets visuels exceptionnels dans un long métrage d'animation à la 21e édition des Visual Effects Society Awards.

## Suite
En janvier 2023, Chris Williams a annoncé dans une interview pour The Hollywood Reporter qu'il avait signé un accord avec Netflix pour travailler sur une suite du Monstre des Mers, à la suite du succès massif du film.